# 6-Stunden-Rennen von Watkins Glen 1969

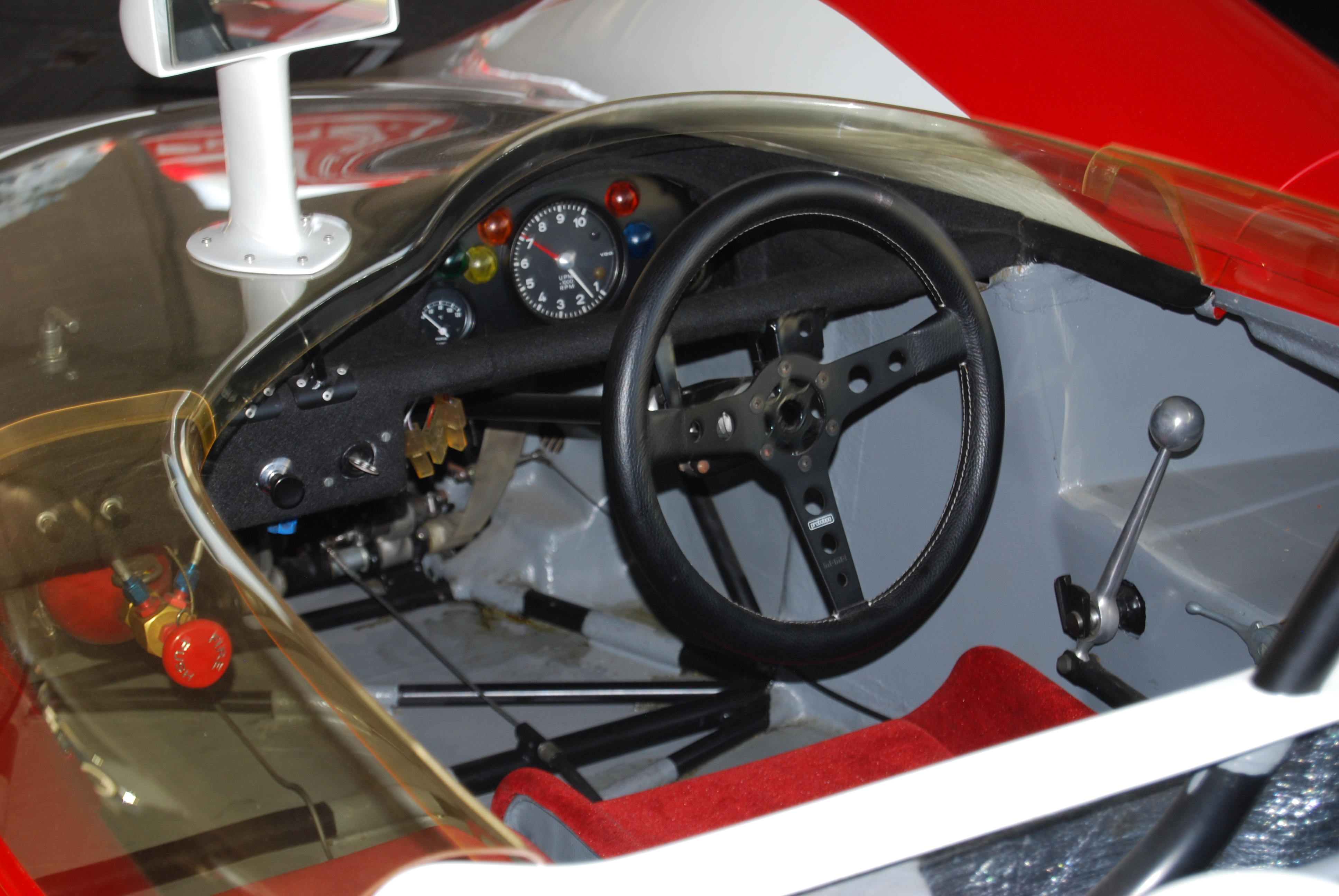
Cockpit eines Porsche 908/02

Das zweite  6-Stunden-Rennen von Watkins Glen, auch Six-Hours and Can-Am, Watkins Glen Grand Prix Course, fand am 12. Juli 1969 in Watkins Glen statt und war der neunte Wertungslauf der Sportwagen-Weltmeisterschaft dieses Jahres.

## Das Rennen
Mit dem Erfolg von Joseph Siffert und Brian Redman im Porsche 908/02 sicherte sich Porsche ein Rennen vor Schluss der Meisterschaft den Markenpokal der Sportwagen-Weltmeisterschaft 1969. Nach einer Fahrzeit von 6:01:10,100 Stunden gewann sie mit mehr als 1 Minute und 30 Sekunden Vorsprung auf die Marken- und Typen-Kollegen Vic Elford und Richard Attwood. Bester Nicht-Porsche war der Matra MS650 von Johnny Servoz-Gavin und Pedro Rodríguez, der an der vierten Stelle ins Ziel kam.

## Ergebnisse

### Schlussklassement
| 1               | P 3.0    | 1  | Porsche of Austria                | Jo Siffert Brian Redman                      | Porsche 908/02              | 291 |
| 2               | P 3.0    | 4  | Dean Racing Ltd.                  | Vic Elford Richard Attwood                   | Porsche 908/02              | 291 |
| 3               | P 3.0    | 2  | Porsche of Austria                | Joe Buzzetta Rudi Lins                       | Porsche 908/02              | 282 |
| 4               | P 3.0    | 9  | Matra of France                   | Johnny Servoz-Gavin Pedro Rodríguez          | Matra MS650                 | 267 |
| 5               | S 5.0    | 7  | Racing Team Deutsche Auto Zeitung | Helmut Kelleners Reinhold Joest              | Ford GT40                   | 265 |
| 6               | P 2.0    | 12 | Dick Smothers Racing              | Fred Baker Dick Smothers Lou Sell            | Porsche 906LE               | 257 |
| 7               | GT + 2.0 | 14 | Owens-Gorning Fiberglas Racing    | Tony DeLorenzo Dick Lang                     | Chevrolet Corvette Stingray | 240 |
| 8               | GT 2.0   | 58 | Brumos Porsche Corporation        | Peter Gregg Hurley Haywood                   | Porsche 911S                | 235 |
| 9               | GT + 2.0 | 30 | Robert Esseks                     | Robert Esseks John Paul senior               | Chevrolet Corvette 427      | 233 |
| 10              | S 2.0    | 39 | Rainer Brezinka                   | Horst Petermann Max Beimler Rainer Brezinka  | Porsche 906                 | 229 |
| 11              | GT 2.0   | 71 | PART Bruce Jennings               | Bruce Jennings Mike Dows                     | Porsche 911T                | 222 |
| 12              | S 2.0    | 68 | Nationwide Food Brokers           | Mike Rahal Hugh Wise Tom Terrell             | Porsche 906                 | 220 |
| 13              | P 2.0    | 48 | HRH Corporation                   | Jim McDaniel Steve Pieper                    | Zink VSR                    | 218 |
| 14              | GT 2.0   | 72 | PART Bruce Jennings               | Jim Netterstrom John Kelly                   | Porsche 911T                | 210 |
| Disqualifiziert |          |    |                                   |                                              |                             |     |
| 15              | P 2.0    | 73 | Ring Free Racing Team             | Paul Richards Jim Baker                      | Austin-Healey Sprite        | 5   |
| 16              | P 2.0    | 27 | Arthur Tuckerman                  | Ray Cuomo Gregg Cameron                      | Austin-Healey Sprite        | 1   |
| 17              | P 2.0    | 75 | Canada                            | Pete Harrison Bob Barrell                    | Unipower GT                 | 1   |
| Ausgefallen     |          |    |                                   |                                              |                             |     |
| 18              | S 5.0    | 11 | Scuderia Filipinetti              | Joakim Bonnier Herbert Müller                | Lola T70 Mk.IIIB            | 165 |
| 19              | P 3.0    | 10 | Matra of France                   | Jean Guichet Robin Widdows                   | Matra MS630/650             | 156 |
| 20              | GT 2.0   | 52 | PART Bruce Jennings               | Bert Everett Bob Bailey Jim Locke            | Porsche 911T                | 129 |
| 21              | P 3.0    | 5  | John Wyer Automotive Engineering  | Jacky Ickx Jackie Oliver                     | Mirage M3                   | 112 |
| 22              | GT + 2.0 | 26 | Yenko Sports Cars Incorporation   | Bob Grossman Donald Yenko                    | Chevrolet Camaro 427 Coupe  | 86  |
| 23              | GT 2.0   | 88 | Jacques Bienvenue                 | Jacques Bienvenue Jacques Duval Carson Baird | Porsche 911S                | 70  |
| 24              | S 2.0    | 37 | Auto Enterprises                  | Dieter Oest Albert Kalajcick                 | Porsche 904 GTS             | 36  |
| 25              | S 5.0    | 24 | Auto Enterprises                  | Francis Grant Howard Brown                   | Ford GT40                   | 32  |
| 26              | GT 2.0   | 77 | Jacques Duval                     | Jacques Duval George Nicholas                | Porsche 911T                | 12  |
| 27              | GT + 2.0 | 15 | Owens Corning Fiberglas Racing    | Jerry Thompson Bill Morrison                 | Chevrolet Corvette 427      | 3   |
| 28              | GT 2.0   | 94 | Ralph Meaney                      | Ralph Meaney Jack Caruso                     | Porsche 911S                | 1   |
| Nicht gestartet |          |    |                                   |                                              |                             |     |
| 29              | S 2.0    | 70 | Mervin Rosen                      | Mervin Rosen Stephen Behr                    | Porsche 906 Coupe           | 1   |

1 nicht gestartet

### Nur in der Meldeliste
Hier finden sich Teams, Fahrer und Fahrzeuge, die ursprünglich für das Rennen gemeldet waren, aber aus den unterschiedlichsten Gründen daran nicht teilnahmen.
| Pos. | Klasse | Nr. | Team                             | Fahrer                                       | Chassis            |
| ---- | ------ | --- | -------------------------------- | -------------------------------------------- | ------------------ |
| 30   | P 3.0  | 3   | Sports Cars of Switzerland       | Masten Gregory Richard Broström              | Porsche 908 Spyder |
| 31   | P 3.0  | 6   | John Wyer Automotive Engineering | David Hobbs Mike Hailwood                    | Mirage M2          |
| 32   | P 3.0  | 8   | Autodelta SpA                    | Ignazio Giunti Nanni Galli Andrea de Adamich | Alfa Romeo TT33-3  |
| 33   | S 5.0  | 17  | William Wonder                   | William Wonder Ray Cuomo                     | Ford GT40          |
| 34   | GT 2.0 | 25  | Aztec Racing                     | Michael Cook Ali Lugo Bruce Goldman          | MGB GT             |

### Klassensieger
| Klasse   | Fahrer           | Fahrer         | Fahrer          | Fahrzeug                    | Platzierung im Gesamtklassement |
| -------- | ---------------- | -------------- | --------------- | --------------------------- | ------------------------------- |
| P 3.0    | Joseph Siffert   | Brian Redman   |                 | Porsche 908/02              | Gesamtsieg                      |
| P 2.0    | Fred Baker       | Dick Smothers  | Lou Sell        | Porsche 906LE               | Rang 6                          |
| S 5.0    | Helmut Kelleners | Reinhold Joest |                 | Ford GT40                   | Rang 5                          |
| S 2.0    | Horst Petermann  | Max Beimler    | Rainer Brezinka | Porsche 906                 | Rang 10                         |
| GT + 2.0 | Tony DeLorenzo   | Dick Lang      |                 | Chevrolet Corvette Stingray | Rang 7                          |
| GT       | Peter Gregg      | Hurley Haywood |                 | Porsche 911S                | Rang 8                          |

### Renndaten
- Gemeldet: 34
- Gestartet: 28
- Gewertet: 14
- Rennklassen: 6
- Zuschauer: unbekannt
- Wetter am Renntag: Regen zu Beginn, später trocken
- Streckenlänge: 3,701 km
- Fahrzeit des Siegerteams: 6:01:10,100 Stunden
- Gesamtrunden des Siegerteams: 291
- Gesamtdistanz des Siegerteams: 1077,134 km
- Siegerschnitt: 178,941 km/h
- Pole Position: Joseph Siffert – Porsche 908/02 (#1) – 1.09.130 = 192,758 km/h
- Schnellste Rennrunde: Vic Elford – Porsche 908/02 (#4) 1.08.470 = 194,417 km/h
- Rennserie: 9. Lauf zur Sportwagen-Weltmeisterschaft 1969